# Huntington (Vermont)
Huntington es un pueblo ubicado en el condado de Chittenden en el estado estadounidense de Vermont. En el año 2010 tenía una población de 1.938 habitantes y una densidad poblacional de 19,62 personas por km².

## Geografía
Huntington se encuentra ubicado en las coordenadas 44°18′14″N 72°58′48″O / 44.30389, -72.98000.

## Demografía
Según la Oficina del Censo en 2000 los ingresos medios por hogar en la localidad eran de $49,559 y los ingresos medios por familia eran $52,269. Los hombres tenían unos ingresos medios de $32,794 frente a los $26,420 para las mujeres. La renta per cápita para la localidad era de $20,402. Alrededor del 6% de la población estaban por debajo del umbral de pobreza.